# Les Granges brûlées
Pour plus de détails, voir Fiche technique et Distribution.
Les Granges brûlées est un film franco-italien réalisé par Jean Chapot et Alain Delon, sorti le 30 mai 1973. Il marque les retrouvailles entre Simone Signoret et Alain Delon après La Veuve Couderc (1971).
On note aussi la présence au générique de Simone Signoret, Paul Crauchet et Christian Barbier, qui ont tourné ensemble dans L'Armée des ombres de Jean-Pierre Melville (1969).

## Synopsis
Un crime a été commis dans un coin isolé du Haut-Doubs l'hiver. Le juge d'instruction soupçonne l'un des membres d'une famille habitant une grosse ferme à proximité. La cheffe de famille, Rose, une femme énergique, se dresse contre lui.

## Fiche technique
Sauf indication contraire, les informations mentionnées dans cette section peuvent être confirmées par la base de données cinématographiques Unifrance,  présente dans la section « Liens externes ».
- Titre : Les Granges Brûlées
- Réalisation : Jean Chapot, Alain Delon
- Assistant réalisateur : Philippe Monnier
- Scénario : Frantz-André Burguet, Jean Chapot et Sébastien Roulet
- Production : Raymond Danon
- Musique : Jean-Michel Jarre
- Photographie : Sacha Vierny
- Montage : Hélène Plemiannikov
- Pays de production :  France /  Italie
- Langue originale : français
- Format : couleur - 1,66:1 - Mono - 35 mm
- Genre : drame
- Durée : 95 minutes
- Dates de tournage : du 27 décembre 1972 au 14 février 1973
- Date de sortie : 
  - France : 30 mai 1973
  - Italie : 13 septembre 1973

## Distribution
- Alain Delon : le juge Pierre Larcher
- Simone Signoret : Rose Cateux, la matriarche
- Paul Crauchet : Pierre Cateux, le père
- Bernard Le Coq : Paul Cateux, le fils chapardeur
- Christian Barbier : le capitaine de gendarmerie
- Pierre Rousseau : Louis Cateux, le fils volage
- Miou-Miou : Monique Cateux, l'épouse de Paul
- Jean Bouise : le journaliste / reporter
- Catherine Allégret : Françoise Cateux, la fille
- Fernand Ledoux : le doyen des juges
- Renato Salvatori (VF : Serge Sauvion) : l'hôtelier
- Armand Abplanalp : l'officier de police
- Michel Berard
- Gérard Chevalier : Émile, un gendarme
- Béatrice Costantini : Lucile Cateux, l'épouse de Louis
- Salvino Di Pietra
- Serge Faivre
- Dany Jacquet : Claudine Perrier, la jeune morte
- Martin Trévières : Raoul Renevier
- Christophe Sassard : Christophe Cateux, fils de Louis
- Pascal Faivre : Pascal Cateux, fils de Louis
- Anna Gaylor : l'institutrice (non créditée)
- Florence Moncorgé-Gabin : Mme Larcher (non créditée)
- les habitants de La Chaux de Gilley, dans le Doubs

## Production

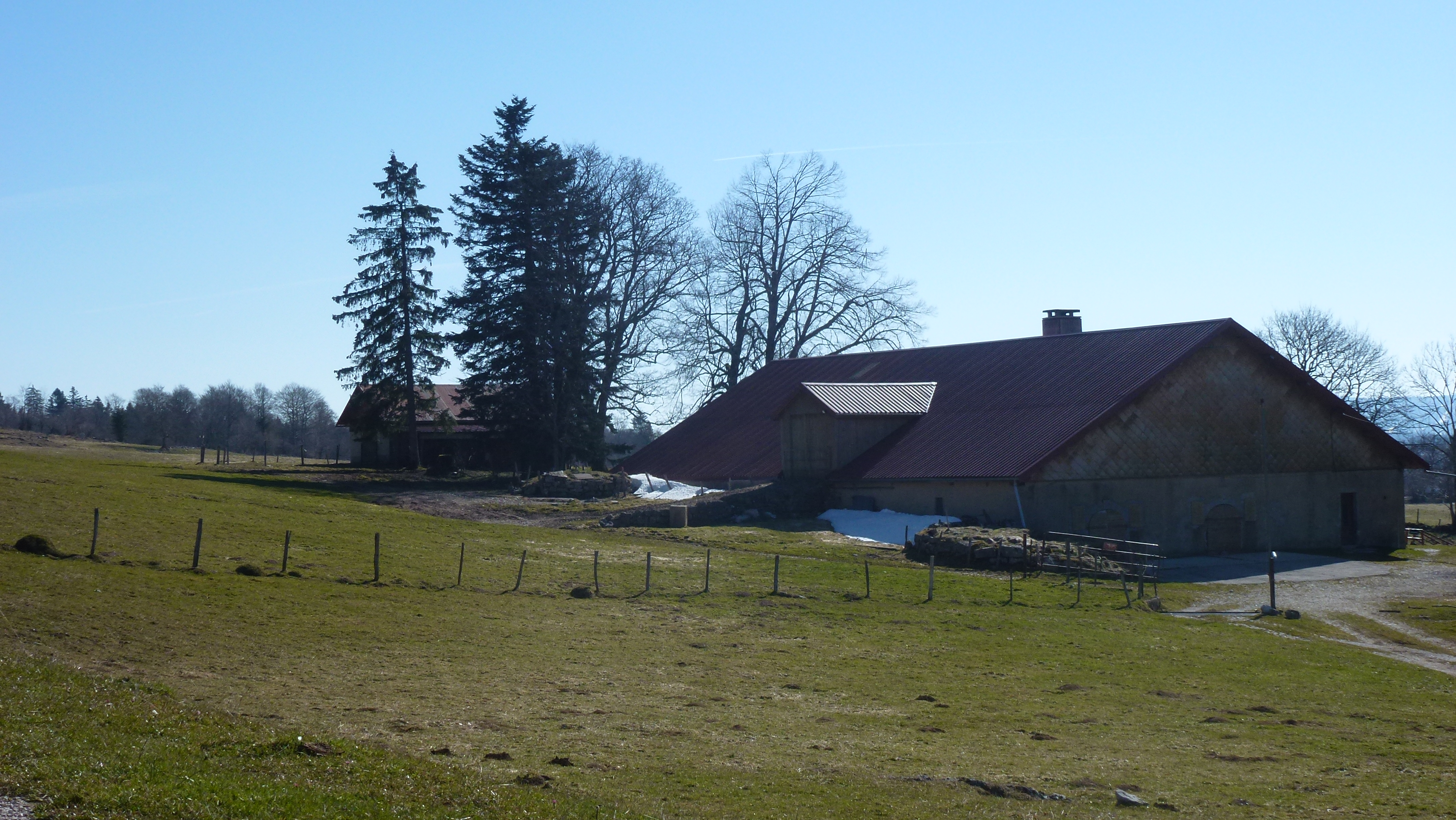
La Grange des Miroirs
(altitude 1225 m) à Pontarlier (printemps 2015).

Le tournage s'est déroulé à Pontarlier, dans le Doubs. Le réalisateur avait d’abord jeté son dévolu sur une ferme habitée du nom de « la Grange Brûlée » (altitude 1 094 m) située sur les hauteurs de La Chaux, près de Gilley. Il avait d’ailleurs fait procéder à quelques aménagements pour le tournage (plantation d’arbres fruitiers, installation de volets) avant de se replier, par commodité, sur une autre ferme « la Grange des Miroirs » (altitude 1 225 m), — que l'on découvre en vues aériennes au début du film et à l’époque, abandonnée —, située sur les hauteurs du Larmont au dessus de Pontarlier où finalement la plus grande partie des scènes a été tournée, à l'exception de celles prises à Pontarlier même, à Besançon ou à La Chaux de Gilley (vue aérienne) dont les habitants sont remerciés à la fin du film. Pour le titre du film, Jean Chapot s’est cependant inspiré du nom de la première ferme sélectionnée en l’affublant d’un pluriel.
La bande originale du film a été la première composition de Jean-Michel Jarre pour le cinéma et aussi une de ses premières œuvres avant d'être connu.
La relation entre Jean Chapot et Alain Delon sur le tournage a été mouvementée. Delon, après avoir multiplié les remarques et suggestions, finit par faire un « putsch » et met en scène le film en lieu et place du réalisateur dont il juge l'autorité peu affirmée,. D'après Pierre Murat de Télérama, cette mésentente se voit dans le film.
Les relations entre Jean Chapot et Simone Signoret furent également houleuses. Catherine Allégret y jouant la fille de Simone Signoret, le réalisateur s'est vengé en supprimant au montage la plupart des scènes où la jeune actrice apparaissait.
L'intrigue du film n'est pas sans rappeler celle de L'Affaire Dominici sorti la même année. Dans les deux films, un meurtre est commis à proximité d'une ferme, et les soupçons se tournent rapidement vers ses occupants. L'acteur Paul Crauchet apparaît dans les deux films. Florence Moncorgé-Gabin, la fille de Jean Gabin qui joue le rôle du patriarche dans L'Affaire Dominici (le pendant, donc, de Simone Signoret) apparaît brièvement ici dans le rôle de l'épouse d'Alain Delon. L'affaire Dominici, meurtre de trois Anglais en France en 1952, a servi de trame de fond pour ces deux films.

## Accueil
Le film fait 991 624 entrées en France.